# 馬氏鏟吻油鯰
馬氏鏟吻油鯰，為輻鰭魚綱鯰形目長鬚鯰科的其中一種，分布於南美洲亞馬遜河中下游流域，體長可達25.2公分，棲息在河川底水域，屬肉食性，生活習性不明。

## 擴展閱讀
維基物種上的相關：馬氏鏟吻油鯰